# Берберіджень
Берберіджень, Берберіджені (рум. Bărbărigeni) — село у повіті Вилча в Румунії. Входить до складу комуни Роєшть.
Село розташоване на відстані 168 км на захід від Бухареста, 33 км на південний захід від Римніку-Вилчі, 66 км на північ від Крайови, 147 км на південний захід від Брашова.

## Населення
За даними перепису населення 2002 року у селі проживали 219 осіб, усі — румуни. Усі жителі села рідною мовою назвали румунську.